# 李桥铭
李桥铭（1961年4月—)，男，汉族，河南偃师人，中国人民解放军上将，现任中国人民解放军陆军司令員，曾任北部战区司令员。

## 生平
1976年12月参军。历任中国人民解放军广州军区高炮第七十一师战士、班长、排长、连长，高炮第十六旅营长、旅司令部作训科科长，陆军第四十一集团军司令部军务处参谋、作训处副处长，陆军第四十一集团军第一二一师三六一团参谋长、三六四团团长，陆军第四十一集团军司令部作训处处长，陆军第四十二集团军第一二四师参谋长，陆军第四十二集团军副参谋长。
2007年5月，任陆军第四十二集团军第一二四师师长。
2010年4月，任陆军第四十一集团军参谋长。
2013年7月，任陆军第四十一集团军军长。
2016年1月，任中国人民解放军北部战区副司令员兼北部战区陆军司令员。
2017年8月，接替出任中央军委后勤保障部部长的宋普选升任北部战区司令员。这使得他成为当时首位六零后战区主官，也是最年轻的战区司令员（时年56岁）。
2011年7月，晋升少将军衔。2017年7月，晋升中将军衔。
2019年10月1日，在庆祝中华人民共和国成立70周年大会阅兵式上率战旗方队。12月12日，晋升上将军衔。
2022年9月，不再担任北部战区司令员。任北部战区司令员五年零一个月的他为2015年军改后任职时间最长的战区司令员。21日，佩戴陆军胸标出席中央軍委国防和军队改革研讨会。9月30日与陆军政委秦树桐一同参观“奋进新时代”主题成就展，被舆论普遍认为他已经接任陆军司令员之职。同年10月22日，当选为中国共产党第二十届中央委员会委员。
2023年1月，在官方媒体中首次以陆军司令员的身份出席中国人民解放军陆军2023年开训动员大会。

## 党内职务
中共十九大代表，中共第十九届中央委员，中共第二十届中央委员，中共二十大代表。

## 人物论述
李桥铭：苏联军队“非党化”的历史悲剧 